# Кильмес (город)

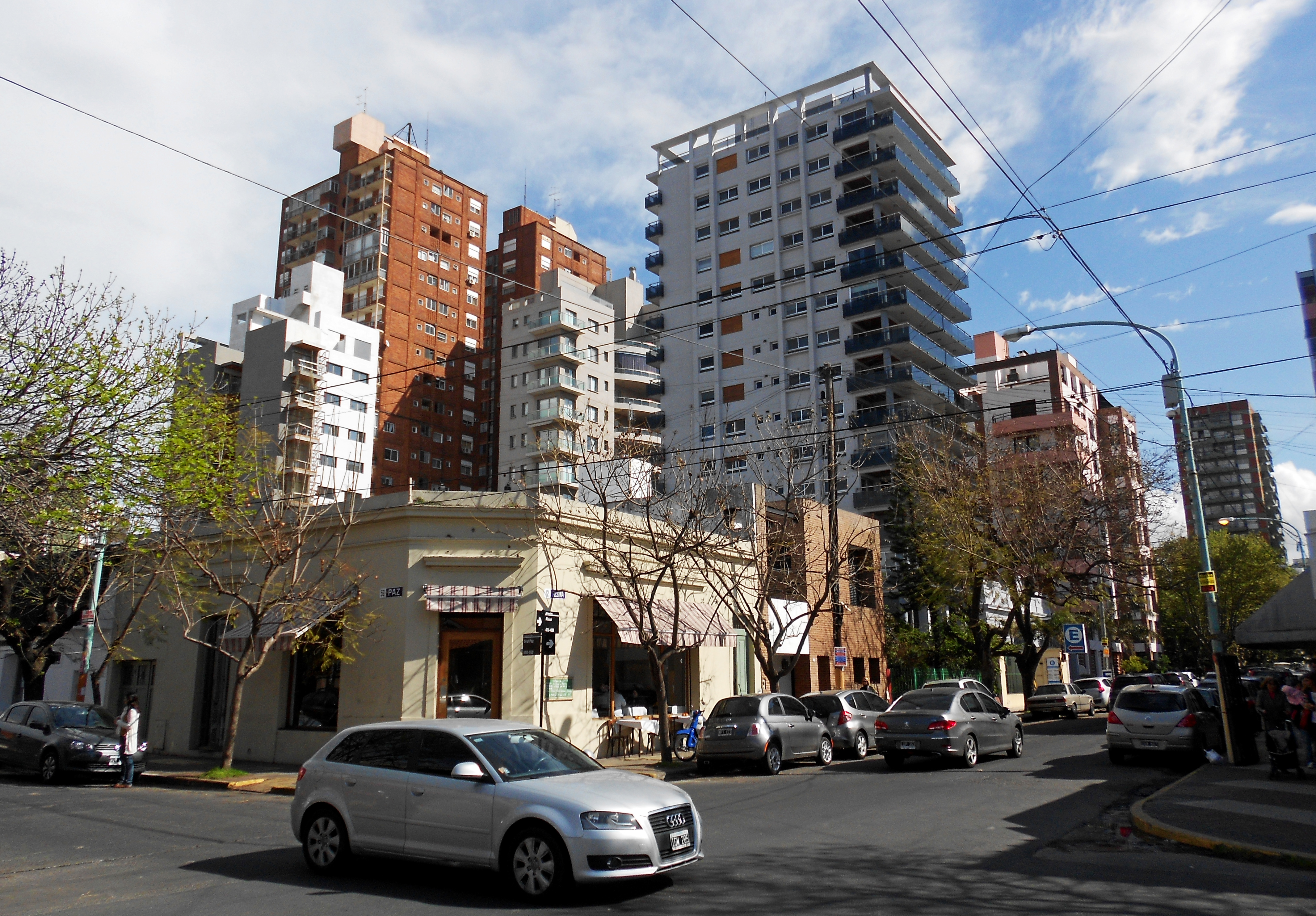
В центре города

Ки́льмес (исп. Quilmes) — город в аргентинской провинции Буэнос-Айрес. Административный центр одноимённого муниципалитета.

## Географическое положение
Находится в юго-восточной части городской агломерации Большой Буэнос-Айрес, на берегах реки в равнинной местности, на небольшой высоте над уровнем моря, из-за чего часто страдает от наводнений.
Граничит с округами Авельянеда и Ланус на северо-западе, Ломас-де-Самора и Альмиранте-Браун на юго-западе, Флоренсио-Варела и Берасатеги на юго-востоке, с рекой Ла-Плата на северо-востоке.

## Климат
Климат Кильмеса умеренный и влажный, практически идентичен климату Буэнос-Айреса, но немного прохладнее. Средняя температура января 25 °C, июля — 11 °C. Летом температура может достигать +35 °C, зимой — −2 °C. Среднее годовое количество осадков — 1000 миллиметров.
В Кильмесе преобладают такие ветры:
- Памперо с юго-запада, очень холодный и сухой, преобладает в июне;
- юго-восточный судестада, преобладает в апреле и октябре, прохладный и очень влажный, часто приносит осадки, которые провоцируют наводнения;
- В остальные месяцы преобладают восточные и северо-восточные ветры.

## История
В конце XVI века земли, на которых находится город, принадлежали компаньонам конкистадора Хуана де Гарая: Хересу, Киросу и Исарри.
С 1611 года эти земли входили в состав округа Магдалена, который простирался по правому берегу реки Матанса-Риачуэло на юг и юго-восток до Рио-Саладо.
В 1666 году было основано первое поселение на южном берегу реки Риачуэло под названием Reducción de la Exaltación de la Santa Cruz de los Indios Kilme — «Миссия Воздвижения Креста Господня индейцев Кильме». Основным населением миссии были индейцы кильме (200 семей), изгнанные испанцами с их поселений в долинах Кальчаки близ современного Тукумана. Им Кильмес и обязан своим названием.
В Кильмесе была построена часовня Святого Креста. Первым священником города стал Фелипе Сантьяго де Сан Мартин.
К концу XVIII века в Кильмесе селились всё новые и новые индейские поселенцы, но из-за болезней, бедности и преступности они не жили долго. Так, переписи населения Кильмеса отмечают следующие данные:
- 1680 год — 455 человек;
- 1690 год — 361 человек;
- 1695 год — 384 человек;
- 1720 год — 141 человек;
- 1730 год — 129 человек.

В 1769 году округ Магдалена был разделён на три прихода, одним из которых стал Кильмес. В 1784 году был образован муниципалитет Кильмес в границах бывшего прихода. В его состав вошли 6 районов.
25 июня 1806 года на берегах Кильмеса высадился английский генерал Уильям Карр Бересфорд во главе войска из 1600 человек с целью захватить Буэнос-Айрес. 27 июня Буэнос-Айрес был сдан англичанам, а 20 августа отнят назад.
14 августа 1812 года было решено перенести город на место, где оно находится сейчас. Перенос был завершён в 1818 году.
29 июля 1826 года в рамках Аргентино-бразильской войны около Кильмеса произошло сражение между эскадрами Аргентинской республики под командованием адмирала Брауна (15 кораблей) и Бразильской империи под командованием Джеймса Нортона (19 кораблей). Победили аргентинцы.
В 1827 году в Кильмесе открылась первая начальная школа.
В 1852 году от муниципалитета Кильмес отделился муниципалитет Барракас-аль-Суд, а в 1861 — Ломас-де-Самора.
В 1855 года в городе состоялись первые выборы, а год спустя был создан муниципалитет.
В 1850-х годах в Кильмесе появилось уличное освещение.
18 апреля 1872 года через город прошла железная дорога Буэнос-Айреса, которая соединила его с Ла-Бокой и портом Энсенада. В том же году была открыта первая публичная муниципальная библиотека.
В 1880 году город стал одним из кандидатов на звание столицы провинции Буэнос-Айрес.
В 1891 году от муниципалитета Кильмес отделился муниципалитет Флоренсио-Варела.
2 августа 1916 года законом № 3627 Кильмес получил статус города. В то время в нём насчитывалось более 38 тысяч жителей.
В 1948 году власти провинции Буэнос-Айрес издали декрет, согласно которому 15 округов, ближайших к столице, получили название Большой Буэнос-Айрес. В их число вошел и Кильмес. В то время в городе насчитывалось более 700 предприятий, и к нему переезжало большое количество рабочих из провинциальных регионов Аргентины.
В 1960 году численность населения составляла 318 тыс. человек, основой экономики являлись предприятия целлюлозно-бумажной, текстильной, химической и пищевой промышленности. В том же 1960 году от муниципалитета Кильмес отделился округ Берасатеги.
Во времена военной диктатуры 1976—1982 годов Кильмес переживал кризис, многие фабрики были закрыты.
В 1989 году был основан Национальный университет Кильмеса.

## Экономика
Кильмес — важный индустриальный центр. Основными предприятиями города являются пивоварня Cerveza Quilmes, основанная в 1888 году Отто Бембергом, перегонные, текстильные и стеклянные заводы. 
В 1940-е годы в городе на предприятии Industrias Metalúrgicas y Plásticas Argentinas S.A. производились самолёты IMPA RR-11 и IMPA Tu-Sa. В дальнейшем, здесь было организовано государственное авиаремонтное предприятие "Ареа-де-Материаль Кильмес" (по состоянию на начало 2023 года - способное выполнять ремонт вертолётов UH-1, СН-47 и S-61 производства США).

## Образование

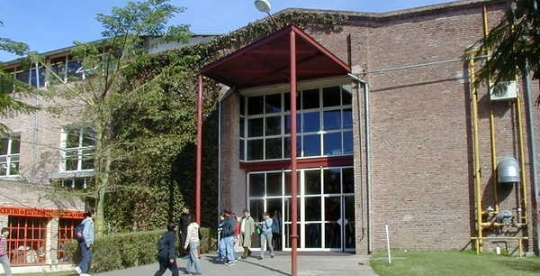
Кампус Университета Кильмеса

В городе Кильмес действует достаточное количество учебных заведений всех уровней, в частности:
- 35 государственных и 36 частных начальных школ;
- 30 государственных и 17 частных средних школ;
- 6 государственных и 29 частных базовых средних школ;
- 5 государственных технических школ;
- Национальный университет Кильмеса, который был основан в 1989 году и начал учебную деятельность в 1991 году. Он предлагает обучение по 8 специальностям, насчитывает 6500 студентов.

## Транспорт

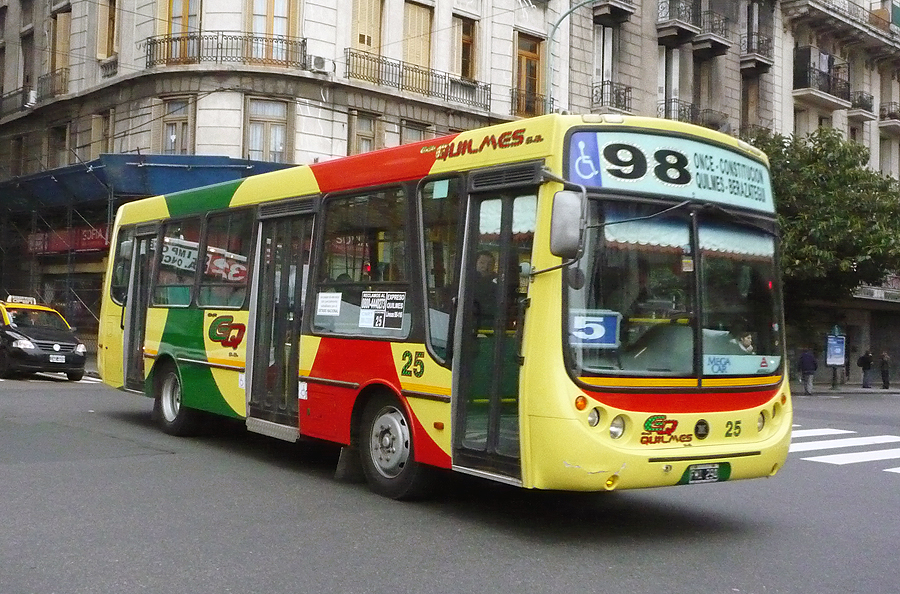
Megabus на улицах Кильмеса

Здесь находится железнодорожная станция железной дороги имени генерала Рока. Также к Кильмесу идут несколько маршрутов общественного транспорта Буэнос-Айреса.

## Спорт
Кильмес имеет две профессиональные футбольные команды:
- «Кильмес» (исп. Quilmes Atlético Club), которая играет в первом дивизионе, двукратный чемпион Аргентины (1912 и 1978 годы);
- «Архентино де Кильмес» (исп. Club Atlético Argentino de Quilmes), которая играет в пятом дивизионе.

Спортивный клуб «Кильмес» также имеет мужскую и женскую хоккейные команды, которые играют в первой лиге. Мужская команда является 15-кратным чемпионом Аргентины, а женская — 17-кратным.
Кроме того, Кильмес имеет две регбийные команды: «Ateneo Cultural y Deportivo Don Bosco» и «Círculo Universitario de Quilmes».
Кроме этого, в Кильмесе существует 35 любительских спортивных команд и 42 стадиона.

## Персоналии
- Хосе Рамос Дельгадо (1935—2010) — футболист.
- Бебу Сильветти (1944—2003) — композитор.
- Анибаль Фернандес (род.1957) — политик.
- Диего Климович (род.1974) — футболист.
- Хулио Арка (род.1981) — футболист.
- Эмануэль Бенито Ривас (род.1983) — футболист.
- Карлос Матеу (род.1985) — футболист.
- Фернандо Тиссоне (род.1986) — футболист.
- Серхио Кун Агуэро (род.1988) — футболист.
- Патрисио Хулиан Родригес (род.1990) — футболист.
- Лукас Окампос (род.1994) — футболист.